# Feather Bonnet

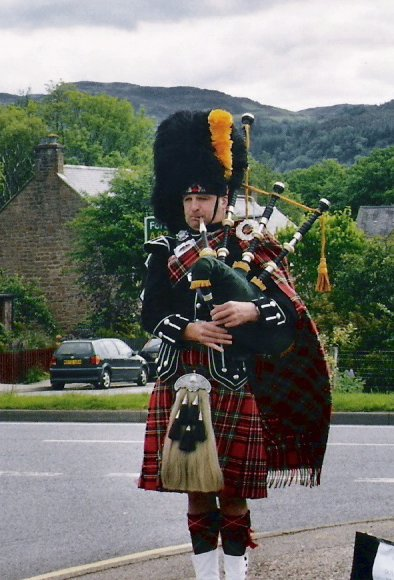
Musiker mit Feather Bonnet

Das Feather Bonnet war eine Kopfbedeckung der schottischen Regimenter aus den Highlands zum „Full Battle Dress“, der Paradeuniform, die bis zum Beginn des Ersten Weltkriegs Verwendung fand. Heute wird sie häufig von den Pipern und Drummern der Pipe Bands getragen.
Das Feather Bonnet besteht aus Straußenfedern, die um ein Stützgerüst aus Draht befestigt sind und einem verstellbaren Lederband zur Anpassung an verschiedene Kopfgrößen und -formen. Das Bonnet hat an der rechten Seite vier Federschwänze (Tails) für Mannschaftsdienstgrade und fünf für Sergeants und Offiziere. Es wird zwei Finger breit über der Nasenwurzel und leicht nach rechts geneigt getragen. Die optische Wirkung entspricht der Bärenfellmütze, beide sollen den Träger größer und imposanter erscheinen lassen.